# Bergamt
Ein Bergamt ist eine untere staatliche Aufsichtsbehörde. Sie übt die unmittelbare Bergaufsicht über alle mit einem Bergbaubetrieb zusammenhängenden Tätigkeiten, Einrichtungen und Anlagen aus. Dazu zählen auch die Förderung und Überwachung der Betriebssicherheit und der Arbeitssicherheit.

## Deutschland
Rechtsgrundlage für die Bergaufsicht ist in Deutschland das Bundesberggesetz. Für den Vollzug des Bundesberggesetzes sind die Länder zuständig, daher sind die Bergämter Landesbehörden:
- Landesamt für Geologie, Rohstoffe und Bergbau als Abteilung 9 des Regierungspräsidiums Freiburg für Baden-Württemberg[1]
- Bergämter Nordbayern und Südbayern für Bayern
- Landesamt für Bergbau, Geologie und Rohstoffe für Berlin und Brandenburg
- Landesamt für Bergbau, Energie und Geologie für Bremen, Hamburg, Niedersachsen und Schleswig-Holstein
- Regierungspräsidien Darmstadt, Gießen und Kassel für Hessen
- Bergamt Stralsund für Mecklenburg-Vorpommern
- Abteilung Bergbau und Energie der Bezirksregierung Arnsberg in Dortmund für Nordrhein-Westfalen, vormals Landesoberbergamt
- Landesamt für Geologie und Bergbau für Rheinland-Pfalz
- Oberbergamt des Saarlandes
- Sächsisches Oberbergamt für Sachsen
- Landesamt für Geologie und Bergwesen für Sachsen-Anhalt
- Thüringer Landesbergamt für Thüringen

### Bergaufsicht/Bergbeamte
Bergbauliche Arbeiten bedingen immer auch spezifische Gefahren für die Gesundheit und das Leben nicht nur für die diese Tätigkeiten ausführenden Bergleute, sondern auch den Schutz der Tagesoberfläche im Interesse der öffentlichen Sicherheit.
Zur Gefahrenabwehr wurden bereits ab dem späten Mittelalter von den jeweils Herrschenden „Berg-Aufsichtsorgane“ – Vorläufer der heutigen Berg-/Landesämter – gebildet. Die hier Tätigen waren Bergbeamte.
Die Ausbildung dieser Bergbeamten war z. B. in Preußen wie folgt geregelt (gemäß Vorschriften vom 24. September 1897):
Voraussetzung für die Aufnahme als sogenannter „Bergbeflissener“ eines Oberbergamtes war ein Abiturabschluss. Zunächst absolvierte dieser eine einjährige praktische Tätigkeit in einem oder mehreren Bergwerken. Diese endete mit einer Abschlussprüfung (der sogenannten Probegrubenfahrt).
Danach begann ein mindestens dreijähriges akademisches Studium im Bergbau-Fach (z. B. Bergakademie/technische Hochschule).
Nach der ersten Staatsprüfung und Beförderung zum „Bergreferendar“ schloss sich eine weitere dreijährige […] „… technische und geschäftliche Ausbildung auf Staatswerken, bei einem Markscheider, bei Bergbehörden und durch längere Belehrungsreisen [an]. Wer dann die zweite Prüfung bestanden hat, wird vom Handelsminister zum „Bergassessor“ ernannt. Die Bergassessoren werden zunächst als technische Hilfsarbeiter verwendet. Die etatmäßige Anstellung bei einem Staatswerk als Berg-, Hütten- oder Salineninspektor oder bei einem Bergrevierbeamten als „Berginspektor“ pflegt erst nach mindestens fünf Jahren, diejenige als Revierbeamter oder Werksdirektor nach mehreren weiteren Jahren zu erfolgen“.

### Regionale Bergämter
- Bergamt Saarbrücken

### Historische Bergämter

#### Preußen
1777 beauftragte König Friedrich II. Friedrich Anton Freiherr von Heinitz mit der Leitung der gesamten preußischen Bergverwaltung. Der Minister des Bergwerks- und Hüttendepartements veranlasste die Gliederung des Bergwesen Preußens – nach englischem Vorbild – in vier Hauptbergwerksdistrikte geteilt:
1. die Kurmark, Neumark, Ost- und Westpreußen,
2. Magdeburg, Halberstadt, Hohenstein und die Grafschaft Mansfeld,
3. Schlesien und die Grafschaft Glatz,
4. die westfälischen Provinzen.

Diese vier Hauptbergwerksdistrikte wurden 1815/16 in die Oberbergamtsbezirke Berlin, Halle, Breslau (zuvor in Reichenstein / Schlesien) und Dortmund umgewandelt (später wurde noch das Oberbergamt Bonn für die Rheinprovinz geschaffen). Unter diesen Mittelbehörden bestanden als Unterbehörden Bergämter. Nach den Annexionen Preußens nach dem Deutschen Krieg 1866 kam noch das Oberbergamt Clausthal hinzu.
- Bergamt Hamm
- Bergamt des Herzogtums Westfalen

#### Sachsen
Die ersten Bergämter in Sachsen bildeten sich um 1500 heraus. Bis zur Schaffung eines einheitlichen Landesbergamtes 1869 in Freiberg wurden Bergämter je nach Bedeutung des Bergbaus getrennt oder zusammengelegt. Über längere Zeiträume waren folgende Bergämter eingerichtet:
- Bergamt Altenberg (mit Berggießhübel und Glashütte)
- Bergamt Annaberg (mit Elterlein, Hohenstein, Oberwiesenthal und Scheibenberg)
- Bergamt Freiberg (mit Seiffen)
- Bergamt Johanngeorgenstadt (mit Eibenstock und Schwarzenberg)
- Bergamt Marienberg (mit Ehrenfriedersdorf, Geyer und Wolkenstein)
- Bergamt Schneeberg (mit Voigtsberg)

Darüber hinaus gab es noch zahlreiche Vasallenbergämter, die das Verleihrecht auf niedere Metalle, wie Zinn und Eisen, sowie eigene Berggerichtsbarkeit besaßen.

#### Bamberg
Im Hochstift Bamberg waren die Kastenämter die unteren Bergbehörden gewesen, die Hofkammer und die Regierung war obere Bergbehörde. In der zweiten Hälfte des 18. Jahrhunderts wurden in einigen Ämtern gesonderte Bergämter eingerichtet, 1796 erfolgte die Gründung des Oberbergwerkskollegiums als Oberbehörde. Oberbergwerkskollegiumspräsident wurde Friedrich Christoph Nepomuk Wilderich Graf von Walderdorf, Oberbergwerkskollegiumsdirektor Friedrich Christoph Graf von Rotenhan. Die einzelnen Bergämter waren:
- Bergamt Kronach
- Bergamt Kupferberg
- Bergamt Neuhaus
- Bergamt Stadtsteinach
- Bergamt Vilseck
- Bergamt Wallenfels
- Bergamt Wartenfels[5]

## Österreich
In Österreich war dies bis zum Inkrafttreten des Mineralrohstoffgesetzes am 1. Januar 1999 die Berghauptmannschaft, seitdem sind es die Montanbehörden.

## Niederlande
In den Niederlanden wird die staatliche Bergaufsicht durch die Staatstoezicht op de Mijnen (SodM) in Den Haag wahrgenommen. Die bei weitem wichtigsten Aufgabengebiete sind die Aufsicht über die Gasförderung insbesondere in der Provinz Groningen in der Nordsee sowie über die Ölförderung in der Nordsee.